# 符凤春
符凤春（1954年3月—），黑龙江鸡西人。女，汉族。1973年3月参加工作，1974年12月加入中国共产党。鸡西师范学院中文专业毕业，中央党校在职研究生班法学理论专业、马克思主义哲学专业毕业。
早年在鸡西市工作，先后担任过市总工会副主席、市体委主任、市政府副秘书长，市委常委、宣传部部长，副市长等职务。
2000年3月，转任黑龙江省妇联主席。2007年2月至2008年2月，任黑龙江省民政厅厅长。
2008年1月，任黑龙江省人大常委会副主任。2013年5月，任黑龙江省人大常委会副主任、党组副书记。2016年1月，接替落马的盖如垠担任黑龙江省人大常委会副主任、党组书记。
2013年，当选第十二届全国人民代表大会黑龙江地区代表。